# Nagyiván
Nagyiván község az Észak-alföldi régióban, Jász-Nagykun-Szolnok vármegyében, a Tiszafüredi járásban, hazánk egyik legszárazabb területe, a csapadék évi mennyisége 520 milliméter körüli.

## Fekvése
Az Alföldön, a Közép-Tisza-vidék Tiszafüred-Kunhegyesi-síkjának és a Hortobágy találkozásánál, a vármegye északkeleti sarkában fekszik. A Hortobágy egyetlen igazi pusztai falva, három oldalról is körbeveszi a jórészt védett szikes puszta. Szolnok, a megyeszékhely kb. 80 km-re található. Szomszédos települések: Tiszafüred-Kócsújfalu, Tiszaörs. A pusztán át elérhető még Hortobágy, Nádudvar-Mihályhalma, Püspökladány, Karcag-Tilalmas, Berekfürdő, Kunmadaras, Tiszaigar.

### Megközelítése
Csak közúton érhető el, a Tiszafüredről Fegyvernekig vezető induló 34-es főútról Tiszaörsnél letérve, a 3402-es úton, illetve a 33-as főút kócsújfalui szakasza felől, ugyanezen az úton.
A közúti közösségi közlekedés autóbuszos szolgáltatója a Volánbusz.
Vasútvonal nem vezet át a településen, a legközelebbi vasúti csatlakozási lehetőséget így a MÁV 103-as számú Karcag–Tiszafüred-vasútvonalának Kunmadaras vasútállomása kínálja, közúton mintegy 20 kilométerre délnyugatra.

## Története
Első írásos említése 1277-ből származik.
A 16. századtól kezdve a török dúlások miatt sokáig lakatlan volt.
Csak 1754-ben telepedett le véglegesen néhány jobbágycsalád, az egri káptalan támogatásával.
2013. október 16-án itt mérték a 24 óra alatt lehullott csapadék legmagasabb éves értékét, amely 94 mm volt egy nap alatt.

## Közélete

### Polgármesterei
- 1990–1994: Kovács Gézáné (független)[5]
- 1994–1998: Orosz Gyuláné (független)[6]
- 1998–2002: Orosz Gyuláné (független)[7]
- 2002–2006: Orosz Gyuláné (független)[8]
- 2006–2010: Lajtos István (független)[9]
- 2010–2014: Lajtos István (független)[10]
- 2014–2019: Lajtos István (független)[11]
- 2019–2024: Bári Ágnes (Fidesz-KDNP)[12]
- 2024– : Bári Ágnes (Fidesz-KDNP)[1]

## Népesség
A település népességének változása:
| Lakosok száma | 1219 | 1184 | 1174 | 1063 | 1022 | 1027 | 1018 |
|               | 2013 | 2014 | 2017 | 2021 | 2022 | 2023 | 2024 |

2001-ben a település lakosságának 96%-a magyar, 4%-a cigány nemzetiségűnek vallotta magát.
A 2011-es népszámlálás során a lakosok 91,2%-a magyarnak, 12,1% cigánynak, 0,2% németnek mondta magát (8,8% nem nyilatkozott; a kettős identitások miatt a végösszeg nagyobb lehet 100%-nál).
2022-ben a lakosság 94,8%-a vallotta magát magyarnak, 9% cigánynak, 0,4% németnek, 0,1% románnak, 2,3% egyéb, nem hazai nemzetiségűnek (5% nem nyilatkozott; a kettős identitások miatt a végösszeg nagyobb lehet 100%-nál).

### Vallás
A 2001-es népszámlálás adatai alapján a lakosság többsége, kb. 82%-a római katolikus vallású. kb. 4% református, kb. 0,5% görögkatolikus. A lakosok kb. 13,5%-a nem tartozik semmilyen egyházhoz sem, vagy nem válaszolt.
2011-ben a vallási megoszlás a következő volt: római katolikus 63,9%, református 4,8%, görögkatolikus 0,3%, felekezeten kívüli 13,8% (14,6% nem nyilatkozott).
2022-ben vallása szerint 42,4% volt római katolikus, 4,3% református, 0,4% görög katolikus, 0,9% egyéb keresztény, 1,5% egyéb katolikus, 15,5% felekezeten kívüli (35,1% nem válaszolt).

#### Római katolikus egyház
Az Egri főegyházmegye (érsekség) Jász-Kun Főesperességének Törökszentmiklósi Esperesi Kerületébe tartozik, mint önálló plébánia. A plébániatemplom titulusa: Keresztelő Szent János. fíliaként hozzá tartozik Kócsújfalu.
Nagyiván Keresztelő Szent János templomát 1789-ben építették.
Az építmény műemlék jellegű. Egyhajós szerkezetű, íves szentélyzáródással, amely késői barokk stílust képvisel. Tornya a főhomlokzat (északkeleti) középrizalitájában áll, sekrestyéje pedig a szentély keleti oldalán található.
Szószéke barokk, főoltára rokokó hatású. Orgonája (1/6 m/ r) 1891-ből való, amelyet Burgfeld Ferenc épített. A falképeket 1955-ben készítette el Benke László. A berendezés a 18. század végéről, a 19. század elejéről származnak. A 66 cm átmérőjű harangja 1925-ben készült el a Harangművek Rt. Által, a 82 és 56 cm átmérőjűeket pedig Szlezák László öntötte 1938-ban.
Plébánosai:
- 1756 – Csontos Imre
- 1767 – Orosz Mátyás
- 1771 – Toldy Lőrinc
- 1794 – Buday Pál
- 1805 – Kelemen István
- 1818 – Petrencsik József
- 1829 – Süle Mihály
- 1837 – Ácz György
- 1854 – Bernáth János
- 1857 – Bachó József
- 1863 – Póka Zsigmond
- 1873 – Boros János
- 1881 – Gugyela János
- 1892 – Skody József
- 1901 – Kemény György
- 1903 – Ujhelyi Kálmán
- 1922 – Krich Mihály
- 1949 – Kanyó Mihály adm.
- 1952 – Abavári János
- 1957 – Nagy József
- 1963 – Mitru Miklós
- 1982 – Hasulyó András
- 1990 – Ágfai Antal (oldallagosan Tiszaörs)
- (1992 – Tiszafüred), 2000 – Bereczkei Miklós

A templomot 1995. június 1-én gömbvillám csapás érte, amelyben a teljes tetőszerkezet és a toronysüveg megsemmisült. Újjászentelve az csak 2000. december 9-én lett, dr. Katona István segédpüspök által.
Elérhetőségek:
- Cím: 5363 Nagyiván Fő út 67.
- GPS koordináták: 47.485959 / 20.92918

#### Református egyház
A Tiszántúli Református Egyházkerület (püspökség) Nagykunsági Református Egyházmegyéjébe (esperesség) tartozik. Nem önálló anyaegyházközség.

#### Evangélikus egyház
Az Északi evangélikus Egyházmegye (püspökség) Dél-Pest Megyei Egyházmegyéjének Szolnoki Evangélikus Egyházközségéhez tartozik, mint szórvány.

## Nevezetességei
- Nagyiván határában állt egykor Zámmonostora.
- Római katolikus (Keresztelő Szent János-) templom: 1789-ben épült, késő barokk stílusban.
- Római katolikus plébánia: 1792-ben épült, késő barokk stílusban.
- Kereszttelő Szent János-szobor. A Nemzeti Kulturális Örökség Minisztériuma pályázatot írt ki az 1945 után eltávolított szobrok és emlékművek helyreállítására, amelyeket vallási, politika vagy más egyéb okok miatt távolítottak el helyeikről. Ennek eredményeként 1999-ben Nagyiván piacterén felállíthatták Keresztelő Szent János szobrát, amelyet Kampfl József budapesti szobrász-művész készített el. A szobor egy korhű rekonstrukció, eredeti talpazaton, amely megmunkálását kutatómunka előzte meg.
- Millenniumi emlékmű: Szent István királyt ábrázolja.
- József Attila szobra. A József Attila szobor az intézménynek is nevet adó helyi művelődési ház előtt áll. A szobor készítője: Rieger Tibor (1986). Megközelítés: 5363 Nagyiván, Fő u. 68. GPS koordináták: 47.486216 / 20.928884
- Hősi emlékmű: Az 1848–49-es forradalom és szabadságharc, az első és a második világháború hősei emlékére állították.
- Tájház: Az 1930-as évek használati tárgyaival berendezett parasztház.
- Temetőkápolna (Sarkadi-temető).
- Temetőkereszt (Sarkadi-temető).
- Temetőkereszt (Harchalmi-temető).
- Görbe-csárda: A 19. században épült. Tipikus faluszéli, út menti csárda. Műemlék jellegű. Az épület földszintes, téglalap alaprajzú. A helyiségekre a gerendás és mestergerendás födém a jellemző. Eredetileg U alaprajzú volt, innen ered az elnevezés, Görbe csárda. Az udvar alatt pince található, amelybe egy különálló nyeregtetős épületből vezet az út. Rózsa Sándor, a hírhedt pusztai betyár is látogatta egykor.
- A Hortobágyi Nemzeti Park fogadóháza.

### Természeti értékek
- A Hortobágyi Nemzeti Park három oldalról is körülöleli a települést. Kis részben Nagyiván, nagyobb részben Kunmadaras határába esik a kb. 3000 hektáros fokozottan védett, csak engedéllyel látogatható Kunkápolnási-mocsár. Több ritka növény- és állatfaj él itt. Nagyiván határában jelentős túzok (Otis tarda) – és csíkosfejű nádiposzáta (Acrocephalus paludicola) állomány él, de költ itt kék vércse (Falco vespertinus), bíbic (Vanellus vanellus), piroslábú cankó (Tringa totanus) ugartyúk (Burhinus oedicnemus) is. Csapadékos években szerkőtelepek (Chlidonias spp.) létesülnek a zsombékos mocsárréteken. A faluban máig fontos állattartás (elsősorban juh és szarvasmarha) miatt szoros a kapcsolat a pusztával (legeltetés, gémeskutak karbantartása, kaszálás), a legelő jószág sok élőhelytípust tart fenn.
- A falu határában több kunhalom is található. Ezek egyike, a Bürök-halom a maga 104,8 m-es magasságával a Hortobágy legmagasabb pontja.

## Közösségi élet

### Önkormányzat
- Név: Nagyiván Község Önkormányzata
- Cím: 5363 Nagyiván, Hősök tere 5.
- Hivatalos honlap: www.nagyivan.hu
- A településen Cigány Kisebbségi Önkormányzat is működik.

### Nagyiváni Hagyományőrző Néptánccsoport
A Nagyiváni Hagyományőrző Néptánccsoport megalakulásának éve 1999.
A nagyiváni gyermekek a hagyományos magyar néptánc elsajátítását már az általános iskolában megkezdhetik, mint délutáni foglalkozás. A résztvevők száma 40 fő körül mozog, amely két csoportot is magába foglal, alsós illetve felsős tagozatra bontva. Ezzel utánpótlást képezve a Nagyiváni Hagyományőrző néptánccsoport tagjai közé. A csoport 18 főből áll, akik közép-, illetve főiskolás korúak.
A csoport kezdetben csak a helyi közösségi élet színessé tételében kapott szerepet, mint például Falunapok, Pünkösdi vigasság. Később már a környékbeli falvakban, városokban is lehetőséget kaptak, hogy megmutassák tánctudásuk (Tiszaörs, Tiszaigar, Tiszafüred, Tiszaszőlős, Karcag).
2003 óta a legnagyobb kincs a csoport életében, hogy elsajátíthatták saját falvuk táncát a Nagyiváni táncokat, amelyet a Debreceni Népi együttes művészeti vezetői, Hercz Beáta és Hercz Vilmos koreografálta meg.
A környékbeli fellépések kibővültek országhatáron belül és kívül, s nem utolsósorban különböző versenyekre is. Kapcsolat alakult ki egy romániai, Majlátfalván működő néptánccsoporttal, ahol 2004-ben vendégfellépőkként mutatkozhatott be a csoport a 35. Majlátfalvi hétvégén.
A következő előrelépést jelentette, hogy 2005-ben a Polgár Térségi Kulturális Fesztiválon sok lelkes fellépő között, II. helyezést érhettek el a Nagyiváni táncokkal. További sikerekre buzdította a csoportot, hogy a Jász Fesztiválon is bebizonyíthatták a koreográfia nagyszerűségét 2006-ban, Jászfényszarun.
Az „abádszalóki nyár” programsorozat keretén belül szervezett V. Tisza-tavi Ki Mit Tud? és a III. Kistérségi Összművészeti Fesztivál versenyére a Nagyivániak 11 település fellépői között mutatták meg, hogy ők a legjobbak, hiszen I. helyezést értek el.
A Debreceni Virágkarneválra a 2009-es és 2010-es évre is felkérést kaptak, ahol virágkompozíció kíséretében mutatkozhattak be. 2010 további külföldi utazásokat hozott a csoportnak, így jártak Lengyelországban, Lublin városában a Jagelló napokon, illetve Szlovákiában, Szepsi városában.
A Nagyiváni Hagyományőrző Néptánccsoport megalakulása óta minden évben szakmai táborban vesz részt nyaranta, ahol tovább fejleszthetik szakmai tudásukat és a közösség erejét erősíthetik. 11 éven keresztül tették ezt egy Tisza-tó melletti kis településen, Sarudon. 2010 és 2011-ben Romániában, Szilágycseh városába is ellátogattak a Zsibai táborba, ahol a szerzett ismeretségek révén 2010 augusztusában a Tövisháti Napokon, 2011 szeptemberében pedig Bogdándban a Nemzetközi Néptánc Fesztiválon vendégszerepeltek.
- Művészeti vezetők: Hercz Beáta, Hercz Vilmos
- Csoportvezető: Bereczki Lajosné
- Szervező: Dr. Kovácsné Fekésházi Anikó

Táncaik erdélyi, felvidéki, Felsőtisza-vidéki dialektusokból tevődnek össze:
- Magyarbődi táncok
- Kékcsei táncok
- Szilágysági táncok
- Nagyiváni táncok
- Pataki táncok
- Szatmári táncok
- Berettyó-menti táncok